# Safety Integrity Level
Un Safety Integrity Level , (SIL ou niveau d'intégrité de sécurité) est défini comme un niveau relatif de réduction de risques inhérents à une fonction de sécurité, ou comme spécification d'une cible de réduction de risque. Plus simplement, c'est une mesure de la performance attendue pour une fonction de sécurité (ou SIF).
Les exigences pour un niveau donné de SIL ne sont pas toujours cohérentes entre les différentes normes traitant de sécurité. Dans les 'European Functional Safety standards', on trouve la définition de quatre SIL, allant de SIL 1 pour le moins sûr à SIL 4 pour le plus sûr (grande fiabilité). Un SIL est déterminé à partir d'un certain nombre de facteurs quantifiés dans la gestion du cycle de développement et/ou du cycle de vie.

## Sources
1. ↑  (en) « What is IEC 61508? », sur 61508.org (consulté le 16 février 2018).
2. ↑  (en) « Functional Safety and IEC 61508 », sur iec.ch (consulté le 16 février 2018).